# Karl Glässing

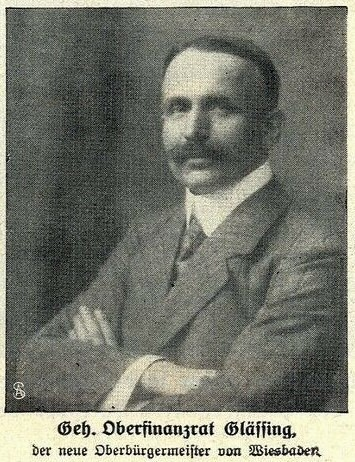
Karl Glässing (um 1912)

Karl Glässing (* 6. November 1866 in Darmstadt; † 22. Januar 1952 in Wiesbaden, begraben in Darmstadt) war Oberbürgermeister von Wiesbaden (parteilos) und Oberfinanzpräsident in Darmstadt.

## Lebensstationen
Glässing, der evangelischer Konfession war, wurde als Sohn des Juristen und Amtsgerichtsaktuars Karl Glässing und seiner Ehefrau Maria Margarethe, geborene Storck (die Eltern hatten am 16. Juli 1864 in Reinheim geheiratet), geboren. Sein Bruder Wilhelm Glässing wurde Oberbürgermeister in Darmstadt. Nach Besuch der Gymnasien Büdingen und Gießen legte er 1887 das Abitur an. Danach studierte Glässing Rechts- und Staatswissenschaften in München und Gießen und schloss das Studium mit der Promotion zu, Dr. jur. ab. Er war dann seit 1892 im hessischen Staatsdienst als Finanzassessor im Finanzministerium in Darmstadt, 1898 Ministerialsekretär im dortigen Ministerium der Finanzen, 1900 ständiger Hilfsarbeiter im Ministerium, 1901 Oberfinanzrat, 1902 Vortragender Rat, 1907 Geheimer Finanzrat, 1908 Geheimer Oberfinanzrat. Seit 1909 Erster Beigeordneter (Bürgermeister), seit 31. März 1913 Oberbürgermeister von Wiesbaden, 1919 durch Entscheidung des Oberbefehlshabers der alliierten Armeen ausgewiesen (nimmt seinen Wohnsitz in Darmstadt), zum 1. Dezember 1922 offiziell aus dem Amt geschieden mit der Ernennung zum Präsidenten des Landesfinanzamts des Volksstaats Hessen. Nach seiner Pensionierung Ende 1932 wieder in Wiesbaden wohnhaft.

## Parlamentarische Ämter
Glässing gehörte 1914–18 dem Preußischen Herrenhaus und 1917–18 dem Hessischen Landtag an.

## Mitgliedschaften
Daneben war Glässing Mitglied in den Burschenschaften Alemannia Gießen (1886), Rugia Greifswald (1898), Frankonia Bonn (1925), Dresdensia Leipzig (1926) und Germania Straßburg (1935); allesamt Burschenschaften des Altweißen Kartells in der Deutschen Burschenschaft.

## Ehrungen
Eine Straße in Wiesbaden und in Darmstadt ist nach ihm benannt. Glässing stand nach seiner eigenen Angabe der DVP nahe. Daneben erhielt er das Ritterkreuz des Ordens der Württembergischen Krone und das Ritterkreuz I. Klasse des Verdienstordens Philipps des Großmütigen.